# شار کالی شری
شار کالی شری بر طبق فهرست پادشاهان اکدی، پسر پادشاه نارام-سین بود. او قدرت را در سال ۲۲۱۸ قبل از میلاد از پدرش گرفت و سلطنت خود را برای ۲۴ سال یا ۲۵ سال به حدود ۲۱۰۰ پیش از میلاد ادامه داد. در زمان او جنگ‌های بسیاری در قبایل قبیله کوتی ها و عموری ها و همچنین علیه ایلام وجود داشت. یکی از اقدامات او تأسیس معبد در شهرهای بابل و نیپور بود.